# Heinz Erret
Karl-Heinz Helmut Franz Erret, född den 23 augusti 1920 i Leipzig, död den 9 februari 2003 i Nacka, var en tysk-svensk konsthantverkare och målare.

## Biografi
Erret föddes som son till Franz Xavier Erret (1892–1947) i Leipzig, men växte upp i Karlsbad i Tjeckien. Fadern var direktör och målare och hade en egen firma, som tillverkade mönsterdekorer till porslinsindustrin. Under åren 1934–1938 utbildade Erret sig till bildhuggare, ett yrke han utövade fram till december 1940, då han inkallades till militärtjänstgöring på Östfronten. Efter kriget blev han krigsfånge, men släpptes fri i september 1945, varefter han flyttade till Braunschweig. Han fick då tillbringa ytterligare en tid i fångläger, men blev slutligen fri i oktober 1946. Han försörjde sig därefter som konstnär, då hans bildhuggarverktyg hade försvunnit under kriget.
Errets far hade under resor i Europa träffat på Wilhelm Kåge, som arbetade på Gustavsbergs porslinsfabrik, och introducerat sonen för honom. År 1949 bjöd Kåge in Heinz Erret till Gustavsbergs porslinsfabrik. Erret kom till Sverige i mars samma år och arbetade inledningsvis på Länssanatoriet i Uttran. Vid månadsskiftet juli–augusti började han vid Gustavsberg, där han arbetade med Wilhelm Kåges Argenta. Erret lärde sig snabbt tekniken att måla med silver, och han målade främst drakmotiv. År 1950 började Erret som specialelev på Konstfack.
Erret målade Argenta fram till slutet av 1970-talet, men under åren 1972–1985 gjorde han även landskapstavlor med silverdekor, vilka han själv utformat. De kom att tillverkas i mer än 23 000 exemplar fram till 1985, då Erret lämnade Gustavsberg. Han skapade serien "Våra Svenska Landskapsblommor", som omfattade 25 olika motiv. Vid sidan av sitt arbete på Gustavsberg, gjorde han porträtt i silver hemma i sin egen ateljé. Under åren 1957–1975 drev han en fotoateljé i Gustavsberg.
Efter det att Erret slutat på Gustavsberg 1985, gifte han sig med Ingrid och de flyttade till Storängen.